# Siège de Montargis
Guerre de Cent Ans
Batailles
Le siège de Montargis est une tentative manquée de l’armée anglaise pour prendre la ville en 1427 durant la troisième phase de la Guerre de Cent Ans. Assiégée, la ville est secourue par l’armée royale commandée par Dunois, qui force les Anglais à abandonner le siège. Cette bataille est le premier fait d’armes de Jean de Dunois, dit « le bâtard d'Orléans », avant qu’il ne s’illustre aux côtés de Jeanne d’Arc lors du siège d’Orléans.

## Contexte
Le régent Bedford, qui gouverne les territoires anglais en France pour le compte du roi d’Angleterre Henri VI, ambitionne de conquérir tout le littoral de la Loire. Dans ce but, il cherche un bastion qui pourrait servir de quartier général de l’armée anglaise dans la région. La ville de Montargis, aux confluents du Loing, du Puiseaux et du Vernisson, lui semble un bon compromis.
Il réunit une petite armée d’environ 6 000 hommes, qu’il place sous les ordres de deux chefs de guerre expérimentés : les comtes de Warwick et de Suffolk. Cette armée arrive en vue de Montargis en juillet 1427.
Face à eux, le gouverneur de Montargis, Bouzon de Faille se montre déterminé et fait jurer à ses hommes de mourir jusqu’au dernier plutôt que de se rendre.

## Déroulement
Au bout de deux mois de siège, la famine commence à se faire sentir parmi les assiégés. Le bois et les munitions commencent également à manquer.

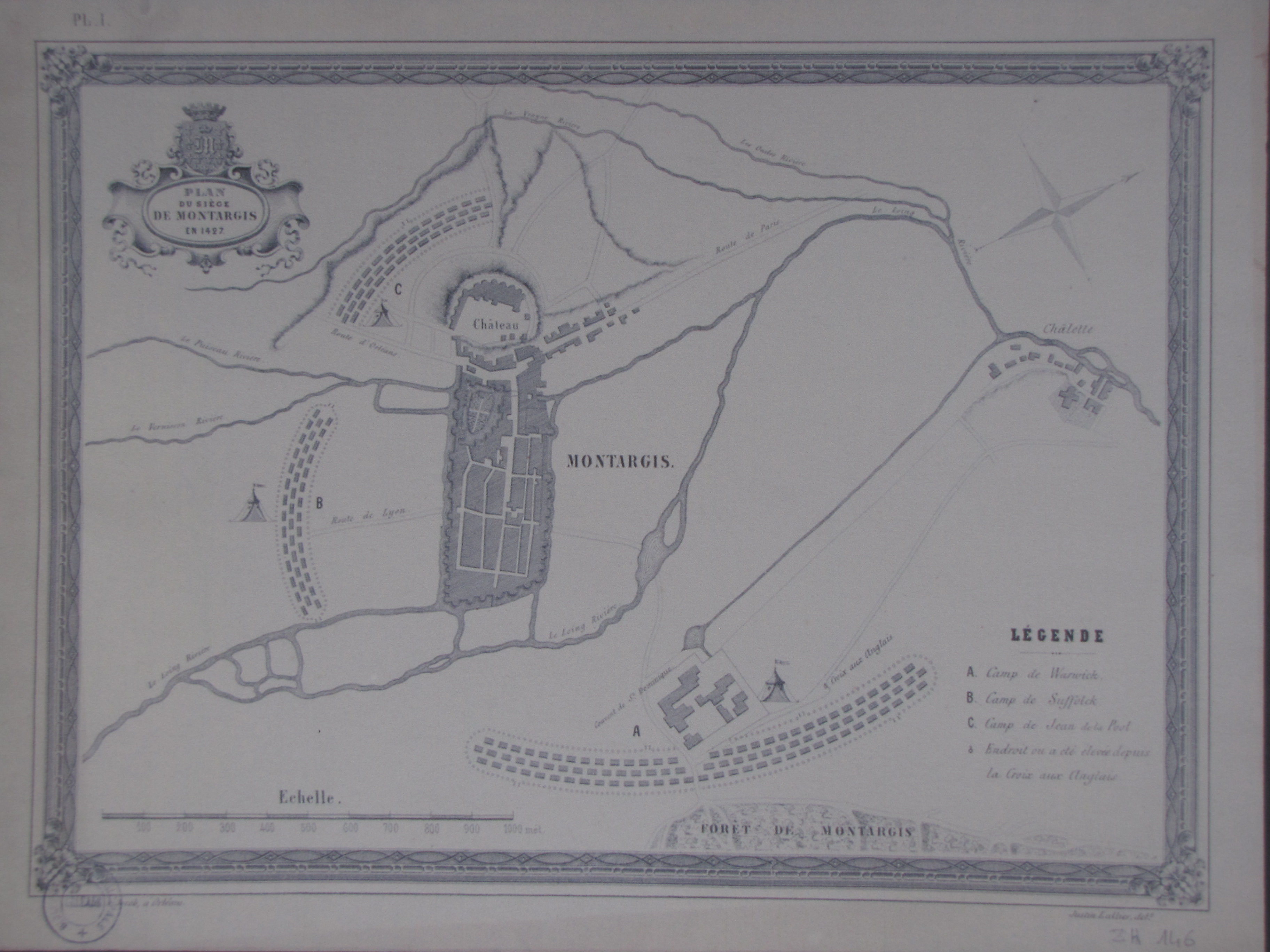
Carte du siège de Montargis.

Informé de la situation, Charles VII ordonne au connétable de Richemont d’aller porter secours à la citadelle assiégée. Une armée de secours ainsi qu’un convoi de ravitaillement sont constitués. Le commandement est confié à Jean de Dunois, âgé de seulement 25 ans, dit le Bâtard d'Orléans car fils naturel de Louis Ier d'Orléans, qui s’était illustré à plusieurs reprises par son sang-froid et sa bravoure. Comprenant, outre les gens de pieds, quelques 1500 lances dont quelques chevaliers de renom tels que La Hire, Poton de Xaintrailles et Graville, cette armée descend la Loire et arrive le 2 septembre à proximité de Montargis.
A midi, alors que les Anglais prennent tranquillement leur repas, la Hire charge à la tête de ses troupes et sème le désordre. Voyant les secours arriver, les Montargois en profitent pour lancer une contre-attaque qui surprend les Anglais. Décontenancés et pris entre deux feux, les Anglais s’enfuient dans le désordre. Lors de la fuite, le pont qui relie les deux corps de Warwick et Suffolk s’effondre. Beaucoup d’Anglais meurent noyés. Pris dans la déroute, Warwick et Suffolk arrivent tant bien que mal à rallier une partie de leurs hommes puis se replient sur Château-Landon et Nemours, avant de regagner Paris.

## Conséquences
Les pertes anglaises s’élèvent à plus de 500 morts et 600 prisonniers.
Lorsque la nouvelle de la victoire parvint à Orléans, une procession générale fut organisée pour rendre grâce à Dieu.
Charles VII récompensa généreusement la ville où, selon sa propre expression, s'était trouvé le premier terme de son bonheur. Il lui accorda, en 1430, de grandes exemptions et des privilèges avec le titre de Montargis-le-Franc.
Une croix en fer forgé fut également érigée au sud-ouest de la ville. Sur celle-ci était écrit : « À la mémoire de Gaillardin, citoyen de Montargis, qui, dans le combat livré aux Anglais, sous les murs de cette ville, s'empara de l'étendard de Warwich, 5 septembre 1427 ».